# 響け!みんなの吹奏楽
『響け!みんなの吹奏楽』（ひびけ みんなの すいそうがく、Sound The Wind music for everyone!）は、NHK-BS（BS-2、BS-Hi）で毎月1回放送されていた音楽番組である。2006年4月から2009年2月まで約3年間にわたって放送された。

## 概要
2006年4月に放送開始。この番組は吹奏楽に焦点を当て、吹奏楽の素晴しさを伝えるべく、毎月1回、日本全国のアマチュア吹奏楽バンドの活動に密着。日本を代表するトップミュージシャンが現地を訪れ、一緒に吹奏楽を楽しみ、日ごろの練習の成果を発表。
各地で演奏会の公開収録も行われ、3年間で述べ33組ものアマチュアバンドが出演した。
レギュラー放送は2009年2月の放送をもって終了した。
2007年、2008年に「響け！みんなの吹奏楽スペシャル」、2009年には「SOUND+1 スペシャル」として、スペシャルバンドがNHK-BSの主催で結成され、それぞれスペシャル番組がNHK-BSにて放送されている。
2011年3月初旬には『響け!みんなの吹奏楽 スペシャルバンド2011』として放送される。→後述。
一方、「響け！みんなの吹奏楽スペシャル」は1回限りの一期一会をポリシーとした楽団であるが、2007年には「みんなの吹奏楽団」を結成。2008年・2009年のスペシャル番組に参加したメンバーからも一部のメンバーが合流し、活動を行っている。

## 放送時間
BS2
- 2006年度：毎月最終土曜日 17:00 - 17:44
- 2007年度：毎月最終日曜日 18:00 - 18:44
- 2008年度：毎月第4土曜日 18:00 - 18:44

BS-Hi
- 2008年度（BS2放送の翌週）：月曜日 16:00 - 16:44

## ゲストミュージシャン
- 北村英治（クラリネット）
- MALTA（サックス）
- 角田健一（トロンボーン。「角田健一ビッグバンド」リーダー）
- 伊東たけし（サックス、T-SQUARE)
- 須川展也（アルトサックス）

## 放送履歴
| 回 | 放送年月 | 自治体名         | 番組で紹介した吹奏楽団                                    | 訪問した ミュージシャン |
| -- | -------- | ---------------- | --------------------------------------------------------- | ----------------------- |
| 1  | 2006.4   | 長野県上田市     | 上田市消防団音楽隊                                        | MALTA                   |
| 2  | 2006.6   | 山形県東置賜郡   | 山形県立高畠高等学校吹奏楽部                              | 北村英治                |
| 3  | 2006.8   | 茨城県日立市     | 日立大みか吹奏楽団                                        | 角田健一                |
| 4  | 2006.8   | 神奈川県横浜市   | フェリス女学院大学フェリス・ウインド・アンサンブル（FWE） | 須川展也                |
| 5  | 2006.10  | 東京都港区       | トッパン・フォームズ吹奏楽団                              | 北村英治                |
| 6  | 2006.10  | 佐賀県佐賀市     | 佐賀市民吹奏楽団                                          | 角田健一                |
| 7  | 2006.12  | 鳥取県日南町     | 日南町立日南中学校吹奏楽部                                | 北村英治                |
| 8  | 2006.12  | 愛知県刈谷市     | デンソー吹奏楽団                                          | MALTA                   |
| 9  | 2007.2   | 大分県別府市     | 別府大学吹奏楽団                                          | 須川展也                |
| 10 | 2007.3   | 神奈川県横浜市   | 東芝吹奏楽団                                              | MALTA                   |
| 11 | 2007.4   | 富山県           | 富山県社会人吹奏楽連盟                                    | 角田健一                |
| 12 | 2007.5   | 大阪府茨木市     | 梅花女子大学吹奏楽部                                      | MALTA                   |
| 13 | 2007.6   | 東京都品川区     | ソニー吹奏楽団                                            | 須川展也                |
| 14 | 2007.7   | 東京都           | 三井住友銀行吹奏楽団                                      | MALTA                   |
| 15 | 2007.9   | 長野県佐久市     | 佐久総合病院GDK吹奏楽団                                   | 北村英治                |
| 16 | 2007.10  | 東京都練馬区     | 東京都立第四商業高等学校吹奏楽部                          | 須川展也                |
| 17 | 2007.11  | 静岡県浜松市     | 天方産業吹奏楽団                                          | 伊東たけし              |
| 18 | 2007.12  | 東京都豊島区     | ヤマハ池袋吹奏楽団                                        | 角田健一                |
| 19 | 2008.1   | 大阪府大阪市     | NTT西日本大阪吹奏楽団                                     | 北村英治                |
| 20 | 2008.2   | 愛知県春日井市   | 春日井ウィンドオーケストラ                                | 須川展也                |
| 21 | 2008.4   | 岡山県倉敷市     | 倉敷アカデミックウインズ                                  | MALTA                   |
| 22 | 2008.5   | 千葉県君津市     | 新日鐵君津吹奏楽団                                        | 伊東たけし              |
| 23 | 2008.6   | 東京都目黒区     | 東京大学ブラスアカデミー                                  | 須川展也                |
| 24 | 2008.7   | 新潟県柏崎市     | 柏崎市吹奏楽団                                            | MALTA                   |
| 25 | 2008.9   | 兵庫県西宮市     | ポコ・ア・ポコ・ウィンドアンサンブル                      | 北村英治                |
| 26 | 2008.10  | 三重県伊勢市     | 伊勢シンフォニックバンド                                  | 角田健一                |
| 27 | 2008.11  | 宮城県白石市     | 白石市民吹奏楽団                                          | MALTA                   |
| 28 | 2008.12  | 鹿児島県鹿児島市 | マイ・フェイバリット・サックス・バンド                    | 須川展也                |
| 29 | 2009.1   | 静岡県三島市     | 日本大学国際関係学部吹奏楽部                              | 角田健一                |
| 30 | 2009.2   | 長野県上田市     | 上田市民吹奏楽団                                          | 伊東たけし              |

## スペシャルバンド
年1回、視聴者から演奏者を募り、100人規模のスペシャルバンド（吹奏楽団）を結成し、コンサートを開く模様がこの番組の特別企画として放送されていた。会場が東京であり、練習および本番時の交通費が自己負担であるにもかかわらず、遠方からの参加者もいたという。
本番組の終了した2009年は『SOUND+1』の特別企画として放送され、『SOUND+1』が放送終了した2010年度は時期を冬に変更し、『響け!みんなの吹奏楽 スペシャルバンド2011』として、2011年1月30日にコンサートが行われた。
なお、このスペシャルバンドを礎にして、2007年に『みんなの吹奏楽団』が結成されており、2011年現在も演奏活動を続けている。
| 特番のタイトル                                                  | コンサート開催日 会場                    | ゲストミュージシャン                              | 放映日                                                                 |
| --------------------------------------------------------------- | ---------------------------------------- | ------------------------------------------------- | ---------------------------------------------------------------------- |
| 響け！みんなの吹奏楽スペシャル2007 「102人の熱い夏」            | 2007年8月26日 みんなの広場ふれあいホール | 北村英治、須川展也、 角田健一、MALTA              | BS2、hi：2007年10月放送                                                |
| 響け！みんなの吹奏楽スペシャル2008 「101人の思い 音楽にのせて」 | 2008年7月26日 渋谷C.C.Lemonホール        | 北村英治、須川展也、 角田健一、MALTA、真島俊夫    | - BS2：2008年9月11日 21:00 - 23:00 - BShi：2008年9月21日 15:00 - 17:00 |
| SOUND+1スペシャル 「吹奏楽スペシャル2009」                      | 2009年9月23日 東京厚生年金会館           | 伊東たけし、金聖響、 工藤重典、須川展也、角田健一 | - BS2：2009年11月13日 22:00 - 24:00                                    |
| 響け！みんなの吹奏楽 スペシャルバンド2011                       | 2011年1月30日 NHKホール                  | 須川展也、角田健一、 松下奈緒、水前寺清子         | - BS2：2011年3月19日 20:00 - 21:59 - BS2：2011年3月29日 16:00 - 18:00  |